# قناة ألبرت
قناة ألبرت ( بالإنجليزية Albert Canal ) مــمر مائي صناعي يقع شمال شرق بلجيكا، سميت باسم الملك ألبرت الأول ملك بلجيكا، تربط القناة بين مدن بلجيكية رئيسة هي أنتويرب ولياج ونهرين كبيرين هما ميوز وشيلد. ويبلغ إجمالي طول القناة حوالي 129.5 كيلومترًا (80.5 ميل). 

## الخصائص والحجم
يبلغ عمق قناة ألبرت 3.4 أمتار (11 قدمًا) وكانت المسافة بين القناة والجسور المقامة فوقها تبلغ سابقا حوالي 6.7 أمتار (22 قدمًا). ولكي يتم السماح بمرور السفن التي تحمل الحاويات تم زيادة ارتفاع الجسور حتى وصلت المسافة بين القناة وأسفل الجسر حاليا إلى 9.1 متر (30 قدمًا).
هناك اختلاف في الارتفاع بين مدينتي أنتويرب ولياج يبلغ 56 مترًا (184 قدمًا) ، ولهذا جاءت الحاجة إلى بناء ستة أقفال للقناة (التي تسمى الهَويِس) للتغلب على هذا الاختلاف. يوجد خمسة أقفال للقناة في مدن (جينك وديبينبيك وهاسلت وكواديمشيلن وأولين) لها القدرة على رفع منسوب المياه إلى ارتفاع 10 أمتار (33 قدمًا) ، أما القفل السادس فيقع في (ويغنيغجيم) وله قدرة رفع منسوب المياه تبلغ 5.45 متر (17.9 قدم).
خلال ثلاثينيات القرن الماضي وقبل اكتمال بناء قناة ألبرت، كان السفر من مدينة أنتويرب إلى لياج يستغرق حوالي سبعة أيام. اما في الوقت الحالي فيمكن قطع المسافة نفسها بين المدينتين في حوالي 18 ساعة.

## تاريخ

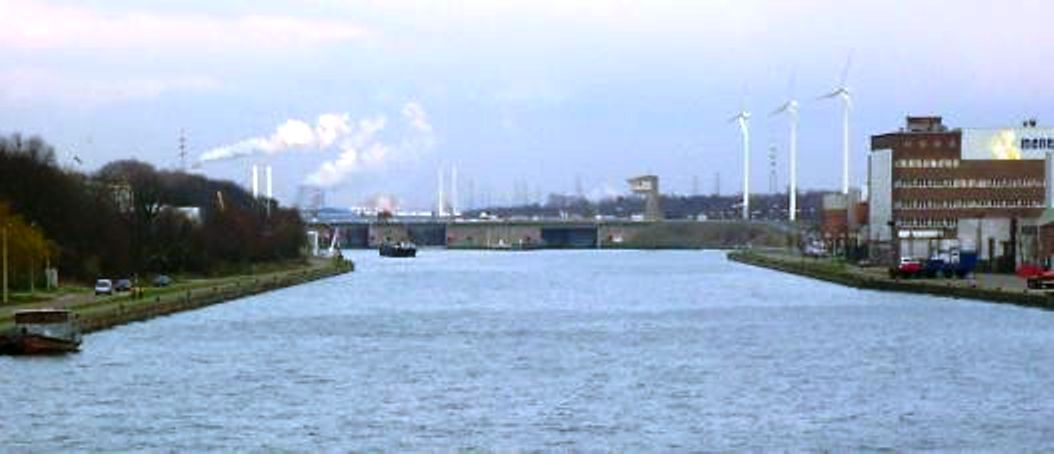
قناة ألبرت. تصوير من مدينة هاسلت.

شُيدت قناة ألبرت من عام 1930 حتى عام 1939. قامت شركة الإنشاءات الألمانية Hochtief AG بحفر القناة بين عامي 1930 و 1934 ، ولاحقا تم استكمال حفرها من قبل الشركات البلجيكية. ونظرا لاشتعال الحرب العالمية الثانية والاحتلال الألماني، لم يتم استخدام القناة إلا في عام 1940 ( أي بعد سنة من اكتمال حفرها).
خلال الحرب العالمية الثانية ، عملت قناة ألبرت كخط دفاع. قامت القوات الألمانية خلال الغزو الألماني لبلجيكا بعبور القناة وتدمير قلعة (ابن إميل) في 11 مايو 1940 ويعتبر هذا الحدث من أهم أحداث الغزو الألماني لبلجيكا.
أثناء تحرير بلجيكا من قبل الحلفاء في سبتمبر 1944 ، كانت الفرقة الكندية الثانية هي أول قوات الحلفاء التي عبرت قناة ألبرت. كما عبر الجيش البريطاني قناة ألبرت في طريقه شمالًا عبر بلجيكا حتى وصل إلى هولندا، ودخل الجيش الأمريكي بلجيكا من الشرق لتحرير بقية بلجيكا ولوكسمبورغ ثم توجه شرقًا لغزو ألمانيا النازية. وبالتالي تم تحرير بلجيكا من الجنوب بواسطة ثلاثة جيوش مختلفة، احتاج أثنان من هذه الجيوش لعبور قناة ألبرت.